# マイク・スコット
マイケル・ウォーレン・スコット（Michael Warren Scott, 1955年4月26日 - ）は、元MLB選手。ポジションは投手。アメリカ合衆国カリフォルニア州サンタモニカ出身。

## 経歴

### アマチュア時代
高校時代は野球とバスケットボールで活躍。ペパーダイン大学に進学し、1975年の第4回日米大学野球選手権にアメリカ代表として出場し、江川卓，齊藤明雄らと投げ合い1勝を挙げた。

### ニューヨーク・メッツ
1976年のMLBドラフトでニューヨーク・メッツから2巡目（全体37位）に指名を受ける。1978年はAAA級タイドウォーターで10勝10敗・防御率3.94を記録。1979年4月18日のモントリオール・エクスポズ戦でメジャーデビューを果たし、4月24日のサンフランシスコ・ジャイアンツ戦でメジャー初勝利。1980年はAAA級で13勝7敗・防御率2.96を記録してセプテンバー・コールアップでメジャーに再昇格し、9月28日のセントルイス・カージナルス戦でメジャー初完投・初完封を無四球で飾った。
1981年は50日間に及ぶストライキによるシーズンの中断・短縮もあり5勝10敗。1982年は6月以降リリーフでの登板が多くなり、7勝13敗・防御率5.14と不調だった。12月10日に1選手との交換トレードでヒューストン・アストロズに移籍。

### ヒューストン・アストロズ
1983年は故障で出遅れるが10勝。1984年は途中6連敗を喫するなど5勝11敗に終わる。オフにデトロイト・タイガースの投手コーチだったロジャー・クレイグからスプリットフィンガード・ファストボールを伝授される。1985年は前半戦で8勝・防御率2.76を記録。後半戦は防御率3.92ながら10勝を挙げ、シーズン通算で18勝8敗・防御率3.29を記録。
1986年は前半戦で9勝を挙げ、オールスターゲームに初選出される。9月25日、恩師クレイグが監督を務めるサンフランシスコ・ジャイアンツ戦で13三振を奪ってノーヒッターを達成。18勝10敗・防御率2.22・306奪三振、いずれもリーグトップの275.1イニング・5完封・WHIP0.92を記録して最優秀防御率と最多奪三振の二冠を獲得するなど、チームの6年ぶりの地区優勝に大きく貢献。ナショナルリーグで右投手がシーズン300奪三振以上を記録したのは、20世紀以降ではJ.R.リチャード以来2人目の快挙だった。古巣メッツとのリーグチャンピオンシップシリーズでは第1戦に先発して5安打14奪三振で完封勝利を挙げ、ドワイト・グッデンとの投手戦を制した。第4戦でも3安打無四球1失点で完投勝利を挙げるが、チームはそれ以外の試合で全て敗れ、2勝4敗で敗退した。しかし活躍が評価されてシリーズMVPを受賞。敗退チームからの選出はリーグ史上初だった。オフにサイ・ヤング賞を初受賞し、MVPの投票でも10位に入った。オフに日米野球でメジャーリーグ選抜の一員として来日し、日本でもスプリットフィンガード・ファストボール旋風を巻き起こした。
1987年は自身初の開幕投手を務める。前半戦で10勝5敗・防御率2.76の成績を残し、オールスターゲームでは先発投手を務めた。終盤でやや調子を落としたが、16勝13敗・防御率3.23・233奪三振を記録した。1988年は開幕から6連勝。6月12日のアトランタ・ブレーブス戦では9回2死までノーヒットに抑え、1安打無四球完封勝利。途中故障による離脱もあったが、14勝8敗・防御率2.92・190奪三振を記録した。
1989年は5月19日のピッツバーグ・パイレーツ戦で7回までノーヒットに抑えて完封勝利を挙げるなど前半戦で14勝5敗・防御率2.58を記録し、2年ぶりにオールスターゲームに選出されるが登板機会はなし。後半戦は6勝に留まるが、20勝10敗・防御率3.10・172奪三振を記録し、最多勝利のタイトルを獲得。サイ・ヤング賞の投票ではマーク・デービスに次ぐ2位に入った。
1990年は開幕から不調で負けが先行。6月8日のシンシナティ・レッズ戦では6回までに13奪三振。試合は両チーム無得点のまま延長に入り、10回に1点を失うがその裏に逆転し、キャリアハイの15奪三振完投勝利を挙げる。その後はやや持ち直したが好投しても援護に恵まれない事が多く、9勝13敗に終わった。1991年は故障の影響で開幕から2試合連続でノックアウトされると故障者リスト入りし、そのまま現役を引退した。不正投球（スカッフボール。ボールに傷を付けることで変化が増す）疑惑を持たれたこともあったが、これについては肯定も否定もしなかったという。
引退の翌1992年に自身のアストロズ在籍時の背番号『33』が、かつてのチームメイトであったホゼ・クルーズの『25』とともにチーム存命選手として初の永久欠番に指定された。
日本のゲームメーカー、ナムコが1987年に発売した野球ゲーム「プロ野球ファミリースタジアム'87」に登場するメジャーリーガーズの投手「すこつと」のモデルになっている。本家同様、驚異的なスピードのフォークボールを投げる。

## 詳細情報

### 年度別投手成績
| 年 度      | 球 団      | 登 板 | 先 発 | 完 投 | 完 封 | 無 四 球 | 勝 利 | 敗 戦 | セ 丨 ブ | ホ 丨 ル ド | 勝 率 | 打 者 | 投 球 回 | 被 安 打 | 被 本 塁 打 | 与 四 球 | 敬 遠 | 与 死 球 | 奪 三 振 | 暴 投 | ボ 丨 ク | 失 点 | 自 責 点 | 防 御 率 | W H I P |
| ---------- | ---------- | ----- | ----- | ----- | ----- | -------- | ----- | ----- | -------- | ----------- | ----- | ----- | -------- | -------- | ----------- | -------- | ----- | -------- | -------- | ----- | -------- | ----- | -------- | -------- | ------- |
| 1979       | NYM        | 18    | 9     | 0     | 0     | 0        | 1     | 3     | 0        | --          | .250  | 229   | 52.1     | 59       | 4           | 20       | 3     | 0        | 21       | 1     | 1        | 35    | 31       | 5.33     | 1.51    |
| 1980       | NYM        | 6     | 6     | 1     | 1     | 1        | 1     | 1     | 0        | --          | .500  | 132   | 29.1     | 40       | 1           | 8        | 1     | 0        | 13       | 1     | 0        | 14    | 14       | 4.30     | 1.64    |
| 1981       | NYM        | 23    | 23    | 1     | 0     | 0        | 5     | 10    | 0        | --          | .333  | 551   | 136.0    | 130      | 11          | 34       | 1     | 1        | 54       | 1     | 2        | 65    | 59       | 3.90     | 1.21    |
| 1982       | NYM        | 37    | 22    | 1     | 0     | 0        | 7     | 13    | 3        | --          | .350  | 670   | 147.0    | 185      | 13          | 60       | 3     | 2        | 63       | 1     | 2        | 100   | 84       | 5.14     | 1.67    |
| 1983       | HOU        | 24    | 24    | 2     | 2     | 2        | 10    | 6     | 0        | --          | .625  | 612   | 145.0    | 143      | 8           | 46       | 0     | 5        | 73       | 4     | 4        | 67    | 60       | 3.72     | 1.30    |
| 1984       | HOU        | 31    | 29    | 0     | 0     | 0        | 5     | 11    | 0        | --          | .313  | 675   | 154.0    | 179      | 7           | 43       | 4     | 3        | 83       | 2     | 2        | 96    | 80       | 4.68     | 1.44    |
| 1985       | HOU        | 36    | 35    | 4     | 2     | 0        | 18    | 8     | 0        | --          | .692  | 922   | 221.2    | 194      | 20          | 80       | 4     | 3        | 137      | 7     | 2        | 91    | 81       | 3.29     | 1.24    |
| 1986       | HOU        | 37    | 37    | 7     | 5     | 3        | 18    | 10    | 0        | --          | .643  | 1065  | 275.1    | 182      | 17          | 72       | 6     | 2        | 306      | 3     | 0        | 73    | 68       | 2.22     | 0.92    |
| 1987       | HOU        | 36    | 36    | 8     | 3     | 2        | 16    | 13    | 0        | --          | .552  | 1010  | 247.2    | 199      | 21          | 79       | 6     | 4        | 233      | 10    | 2        | 94    | 89       | 3.23     | 1.12    |
| 1988       | HOU        | 32    | 32    | 8     | 5     | 3        | 14    | 8     | 0        | --          | .636  | 875   | 218.2    | 162      | 19          | 53       | 6     | 8        | 190      | 1     | 1        | 74    | 71       | 2.92     | 0.98    |
| 1989       | HOU        | 33    | 32    | 9     | 2     | 1        | 20    | 10    | 0        | --          | .667  | 924   | 229.0    | 180      | 23          | 62       | 12    | 3        | 172      | 7     | 0        | 87    | 79       | 3.10     | 1.06    |
| 1990       | HOU        | 32    | 32    | 4     | 2     | 1        | 9     | 13    | 0        | --          | .409  | 871   | 205.2    | 194      | 27          | 66       | 6     | 1        | 121      | 1     | 3        | 102   | 87       | 3.81     | 1.26    |
| 1991       | HOU        | 2     | 2     | 0     | 0     | 0        | 0     | 2     | 0        | --          | .000  | 35    | 7.0      | 11       | 2           | 4        | 1     | 1        | 3        | 0     | 0        | 10    | 10       | 12.86    | 2.14    |
| 通算：13年 | 通算：13年 | 347   | 319   | 45    | 22    | 13       | 124   | 108   | 3        | --          | .534  | 8571  | 2068.2   | 1858     | 173         | 627      | 53    | 33       | 1469     | 39    | 19       | 908   | 813      | 3.54     | 1.20    |

- 各年度の太字はリーグ最高

### タイトル
- 最多勝利 1回：1989年
- 最優秀防御率 1回：1986年
- 最多奪三振 1回：1986年

### 表彰・記録
- サイ・ヤング賞 1回：1986年
- MLBオールスターゲーム選出 3回：1986年, 1987年, 1989年